# Satoshi Mori (cestista)
Satoshi Mori (森哲?, Mori Satoshi; 10 maggio 1949) è un ex cestista giapponese.

## Carriera
Con il Giappone ha partecipato ai Giochi olimpici di Monaco 1972 e a quelli di Montréal 1976.